# Tervonjärvi
Tervonjärvi är en sjö i Finland. Den ligger i kommunen Ranua i landskapet Lappland, i den norra delen av landet, 600 km norr om huvudstaden Helsingfors. Tervonjärvi ligger 140,8 meter över havet. Arean är 74,9 hektar och strandlinjen är 4,56 kilometer lång. Sjön  ingår i Kuivajokis huvudavrinningsområde. 
I övrigt finns följande vid Tervonjärvi:
- Kaijonjärvi (en sjö belägen cirka en kilometer åt sydväst)